# The Wizard of Gore
The Wizard of Gore  è un film horror diretto da Herschell Gordon Lewis.
Viene considerate un vero film di culto per i fan dell'orrore poiché è ricco di scene estremamente splatter (infatti è stato vietato ai minori di 18 anni negli USA, in Gran Bretagna e in Nuova Zelanda).

## Trama
Montag sembra un illusionista come tanti: cilindro, guanti bianchi e mantello nero; ma conclude ogni suo spettacolo con un numero favoloso e ad alto tasso di smembramenti e sangue che, però, sembra non avere conseguenze. 
Mentre una presentatrice televisiva cerca di far partecipare l'illusionista al suo show, il fidanzato di lei indaga sulle morti di alcune donne che si erano prestate al numero di magia di Montag.

## Produzione
Il budget stimato per questa pellicola è di soli 60 000 dollari.

## Distribuzione
Non è mai uscito in Italia, ma solo negli USA proiettato nei drive-in, esiste tuttavia in commercio un DVD in lingua inglese.

## Remake
Un remake con Crispin Glover è stato prodotto nel 2007, The Wizard of Gore.